# Ломоносовська (станція метро)
59°52′38″ пн. ш. 30°26′30″ сх. д. / 59.87722° пн. ш. 30.44167° сх. д.
Ломоносовська (рос. Ломоносовская) — станція Невсько-Василеострівної лінії Петербурзького метрополітену, розташована між станціями «Єлізаровська» і «Пролетарська». 
Відкрита 21 грудня 1970, у складі ділянки «Площа Олександра Невського-1»-«Ломоносовська». Була названа по розташованому поруч порцеляновому заводу, заснованого за участю М. В. Ломоносова, і мавшего назву на момент відкриття станції «Ломоносовський порцеляновий завод». У проекті станція носила назву «Іванівська».
Вестибюль станції розташований на території скверу, що знаходиться на місці колишнього Спасо-Преображенського кладовища.

## Технічна характеристика
Конструкція станції — закритого типу глибокого закладення (глибина закладення — 65 м).
Стіни трохи нахилені всередину. Похилий хід станції тристрічковий, починається з південного торця станції. 

## Вестибюль
Наземний вестибюль станції є масивною будівлею, побудованою на узвишші, оскільки недалеко протікає Нева і є загроза повеней, при вході встановлено станційний затвор. Масивна консольна плита, що служить перекриттям касового залу, підтримується потужними опорами. Спочатку повністю засклений касовий зал в середині 90-х рр.. було реконструйовано, скло на дві третини від підлоги було замінено на мармур. В оздоблені круглого ескалаторного залу використані дерев'яні панелі і анодований метал. У 2008 році почалася реконструкція павільйону з перетворенням його на багатофункціональний триповерховий комерційний комплекс. Проте, у лютому 2009 огорожі навколо павільйону були зняті: у зв'язку з економічною кризою споруда комерційного комплексу так і не було розпочата.
Вихід у місто на вулицю Бабушкіна, до вулиці Полярників, Іванівської вулиці, провулку Матюшенко, Імператорського порцелянового заводу.

## Колійний розвиток
Оскільки Станція була кінцевою на Невському-Василеострівної лінії у 1970-1981 рр., на перегоні «Ломоносовська» - «Пролетарська» , знаходяться з'їзд і оборотний тупик. Раніше також знаходилися колії для відстою потягів, ліквідовані при будівництві станції «Пролетарська».
Спочатку планувалося вести лінію відразу до наземної станції «Обухово», після якої планувалося будувати депо. Станція «Обухово» після станцій «Ломоносовська» і «Щеміловка» (перехрестя вулиць Бабушкіна і Шелгунова) повинна була стати кінцевою. Тупики за Ломоносовською продовжили на 500 метрів, і почали виводити на поверхню з ухилом порядку 40 тисячних. Про планований вихід на поверхню говорить наступне: спочатку йдуть залізобетонні тюбінги, а потім чавунні, як і зроблено при виході лінії на поверхню. Проте через вибух метану у вибої, лінію довелося терміново відводити в бік — через це з'явилися глибокі станції «Пролетарська» і «Обухово», а депо вирішили будувати за наземною станцією «Рибальське». Зараз про ці тунелях майже забули — зі склепінь звисають сталактити (через відсутність вентиляції), стіни покриті цвіллю. Вже побудовану ділянку похилих тунелів було вирішено залишити в незмінному вигляді, без її ліквідації, ділянки тунелю, що сполучаються з чинним перегоном, були перебрані. Таким чином, з чинного тунелю немає ніяких натяків на існування задєла (крім технічних збоєк).

## Оздоблення
Стіни станції оздоблені білим мармуром. Двері пофарбовані в чорний колір. Над кожною дверною нішею розташована назва станції, зроблена з латуні.
Торцеву стіну «Ломоносовської» прикрашає бронзовий горельєф із зображенням М. В. Ломоносова (скульптор В. М. Городецький). До відкриття станції він не був виконаний, тому спочатку його заміщав гіпсовий макет.

## Ресурси Інтернету
- «Ломоносовська» на metro.vpeterburge.ru [Архівовано 27 березня 2014 у Wayback Machine.](рос.)
- «Ломоносовська» на ometro.net(рос.)
- «Ломоносовська» на форумі metro.nwd.ru [Архівовано 4 березня 2016 у Wayback Machine.](рос.)
- Санкт-Петербург. Петроград. Ленінград: Енциклопедичний довідник. «Ломоносовська»(рос.)